# Myriam Catania
Myriam Catania (Roma, 12 dicembre 1979) è un'attrice, doppiatrice, direttrice del doppiaggio e dialoghista italiana.

## Biografia
Figlia di Rossella Izzo e del ginecologo Vincenzo Catania, sorella maggiore della doppiatrice Giulia Catania, nonché nipote delle doppiatrici-attrici Simona Izzo, Fiamma Izzo e Giuppy Izzo, ha iniziato a lavorare giovanissima come doppiatrice e attrice. È comparsa in numerose fiction tv e ha doppiato attrici come Keira Knightley nella trilogia Pirati dei Caraibi, Amanda Seyfried in Mamma Mia!, Jessica Alba in Le nuove avventure di Flipper e Dark Angel, Alyson Hannigan in Buffy l'ammazzavampiri, Alexis Bledel nel ruolo di Rory Gilmore in Una mamma per amica.
Nel 2015 ha ricevuto il Leggio d'oro per la miglior interpretazione femminile grazie al doppiaggio di Keira Knightley nel film The Imitation Game.
Nella stagione 2020-2021 ha partecipato come concorrente alla quinta edizione del Grande Fratello VIP, condotta da Alfonso Signorini.

## Vita privata
Nel 2009, dopo cinque anni di fidanzamento, ha sposato l'attore Luca Argentero. La coppia si è poi separata nel 2016. Dallo stesso anno è legata al pubblicitario francese Quentin Kammermann, dal quale ha avuto un figlio, Jacques, nel maggio 2017.

## Filmografia

### Cinema
- Amor nello specchio, regia di Salvatore Maira (1999)
- Liberi, regia di Gianluca Maria Tavarelli (2003)
- Stregeria, regia di Marcello Mercalli (2003)
- Io no, regia di Simona Izzo e Ricky Tognazzi (2003)
- Che ne sarà di noi, regia di Giovanni Veronesi (2004)
- Dalla parte giusta, regia di Roberto Leoni (2005)
- L'uomo privato, regia di Emidio Greco (2007)
- La bella gente, regia di Ivano De Matteo (2009)
- Alice, regia di Oreste Crisostomi (2009)
- Tutto l'amore del mondo, regia di Riccardo Grandi (2010)
- C'è chi dice no, regia di Giambattista Avellino (2011)
- Il sesso aggiunto, regia di Francesco Castaldo (2011)
- Ci vediamo a casa, regia di Maurizio Ponzi (2012)
- Canepazzo, regia di David Petrucci (2012)
- Il velo di Maya, regia di Elisabetta Rocchetti (2017)
- Lasciami per sempre, regia di Simona Izzo (2017)
- Anche senza di te, regia di Francesco Bonelli (2018)

### Televisione
- Pizzaiolo et Mozzarel, regia di Christian Giona – film TV (1985)
- Papà prende moglie, regia di Nini Salerno – serie TV (1994)
- Caro maestro – serie TV (1996)
- Una donna per amico – serie TV (1998-1999)
- Ciao professore, regia di José María Sánchez – serie TV (1999)
- Baldini e Simoni – serie TV (1999)
- Non lasciamoci più 2, regia di Vittorio Sindoni – serie TV, 1 episodio (2000)
- Le ali della vita, regia di Stefano Reali – miniserie TV (2000)
- Cuccioli, regia di Paolo Poeti – miniserie TV (2001)
- Così com'è la vita – serie TV (2002)
- Lo zio d'America – serie TV (2002)
- L'inganno – serie TV (2003)
- Carabinieri – serie TV (2005)
- Provaci ancora prof! – serie TV (2005)
- Gente di mare – serie TV (2005)
- Lo zio d'America – serie TV (2006)
- Questa è la mia terra – serie TV (2006)
- Gente di mare – serie TV (2007)
- Questa è la mia terra – serie TV (2008)
- L'ispettore Coliandro, regia dei Manetti Bros. – serie TV, 1 episodio (2010)
- È arrivata la felicità – serie TV (2015-2018)
- Amore a prima vista – serie TV (2019-2020)
- Se potessi dirti addio, regia di Simona Izzo e Ricky Tognazzi – miniserie TV (2024)

### Cortometraggi
- Syrien, regia di Leonardo e Simone Godano (2001)
- Il quarto sesso, regia di Marco Costa (2006)

## Doppiaggio

### Film
- Keira Knightley in The Hole, La maledizione della prima luna, King Arthur, Orgoglio e pregiudizio, Pirati dei Caraibi - La maledizione del forziere fantasma, Pirati dei Caraibi - Ai confini del mondo, The Jacket, Espiazione, Stories of Lost Souls, Seta, The Edge of Love, Last Night, London Boulevard, Cercasi amore per la fine del mondo, Anna Karenina, Jack Ryan - L'iniziazione, Tutto può cambiare, Dimmi quando, The Imitation Game, Everest, Colette, La conseguenza, Zivago
- Jessica Alba in P.U.N.K.S., Sin City, The Eye, Machete, Vi presento i nostri, The Killer Inside Me, Spy Kids 4 - È tempo di eroi, Machete Kills, Sin City - Una donna per cui uccidere, Stretch - Guida o muori, Barely Lethal - 16 anni e spia, Entourage, Verità sepolte, Mechanic: Resurrection
- Amanda Seyfried in Mamma Mia!, Chloe - Tra seduzione e inganno, Dear John, In Time, Les Misérables, Lovelace, Un milione di modi per morire nel West, Giovani si diventa, Ted 2, Natale all'improvviso, L'apparenza delle cose
- Mary Elizabeth Winstead in Sky High - Scuola di superpoteri, Scott Pilgrim vs. the World, La cosa, The Spectacular Now, The Returned
- Alexis Bledel in 4 amiche e un paio di jeans 2, Jenny's Wedding
- Kerry Condon in This Must Be the Place, Le ceneri di Angela, Dreamland - La terra dei sogni, Gli spiriti dell'isola
- Olivia Wilde in Cowboys & Aliens, Rush, The Lazarus Effect, La vita in un attimo
- Anna Paquin in X-Men, X-Men 2, X-Men - Giorni di un futuro passato: The Rogue Cut
- Malin Åkerman in Lo spaccacuori, L'isola delle coppie, Tre mogli per un papà
- Jena Malone in L'ultimo sogno, Ritorno a Cold Mountain, Vizio di forma
- Brooklyn Decker in Che cosa aspettarsi quando si aspetta, Battleship
- Lindsay Lohan in Mean Girls, L'amore non va in vacanza, Falling for Christmas
- Jennifer Garner in 30 anni in un secondo
- Bella Thorne in Time Is Up, Time Is Up 2
- Claire Foy in Unsane
- Devon Aoki in  DOA: Dead or Alive
- Léa Seydoux in Robin Hood
- Brittany Murphy in 8 Mile
- Busy Philipps in La verità è che non gli piaci abbastanza
- Piper Perabo in Beverly Hills Chihuahua
- Caitlin Fitzgerald in È complicato
- Reese Witherspoon in Twilight
- Rose Byrne in Spy
- Sylvia Hoeks in La migliore offerta
- Rachel Melvin in Scemo & + scemo 2
- Margot Robbie in Questione di tempo
- Marion Cotillard in Grandi bugie tra amici
- Tamara Mello in Tortilla Soup
- Natalie Portman in La mia adorabile nemica
- Chloë Sevigny in Boys Don't Cry
- Christina Ricci in Tempesta di ghiaccio
- Erika Christensen in Due amiche esplosive
- Svetlana Khodchenkova in Wolverine - L'immortale
- Kimberly Brown in Un ciclone in casa
- Holliday Grainger in Posh
- Emmy Rossum in Il fantasma dell'Opera
- Alice Eve in Notte al museo - Il segreto del faraone
- Michelle Williams in The Greatest Showman
- Rebekah Graf in The Image of You

### Serie televisive e film TV
- Phoebe Tonkin in The Vampire Diaries, The Originals, Stalker
- Jenna Coleman in Victoria, I misteri di Pemberley, The Cry
- Jessica Alba in Dark Angel, Le nuove avventure di Flipper
- Emily Hampshire in L'esercito delle 12 scimmie, Schitt's Creek
- Amanda Seyfried in The Dropout
- Brooke D'Orsay in Royal Pains, Matrimonio a Beverly Hills
- Lauren Cohan in Supernatural
- Tatyana Ali in Willy, il principe di Bel-Air
- Alexis Bledel in Una mamma per amica, Una mamma per amica - Di nuovo insieme
- Alice Eve in Belgravia, The Lovers
- Keshia Knight Pulliam in I Robinson
- Mary Elizabeth Winstead in The Returned
- Joy Bryant in Parenthood
- Alyson Hannigan in Buffy l'ammazzavampiri
- Alyson Michalka in Hellcats
- Arielle Kebbel in 90210, The Vampire Diaries (1^ voce), Quasi sposi
- Gabriella Wilde in Poldark
- Genevieve Cortese in Wildfire
- Matilda De Angelis in Leonardo
- Amanda Schull in Suits
- Leslie-Anne Huff in The Vampire Diaries
- Hiba Abouk in Il Principe - Un amore impossibile
- Verónica Sánchez in Senza identità
- Joanna Christie in Narcos
- Chelsea Kane in Baby Daddy
- Loreto Mauleón in Quello che nascondono i tuoi occhi
- Jenna Leigh Green e Soleil Moon Frye in Sabrina, vita da strega
- Katharina Wackernagel in Aenne Burda - La donna del miracolo economico
- Elisabeth Moss in The Veil

### Film d'animazione
- Anne-Marie in Charlie - Anche i cani vanno in paradiso
- Nita in Koda, fratello orso 2
- Susan Murphy/Ginormica in Mostri contro alieni e Mostri contro alieni 2
- Maria Gomez in Resident Evil: Vendetta e Resident Evil: L'isola della morte
- Emilka in Lupin III - Addio, amico mio
- Leatherhead in Tartarughe Ninja - Caos mutante
- Lilith in Cyborg 009 vs Devilman
- Julia in Ken il guerriero (ridoppiaggio)

### Serie animate
- Susan Murphy/Ginormica in Mostri contro alieni (episodi 1-26)
- Augie Shumway in ALF e ALF Tales
- Tsuyu in Inuyasha
- Lady Gaga in I Simpson (episodi 23x22)
- Ramona Victoria Flowers in Scott Pilgrim - La serie
- Botila in Kong - Re dei primati

### Videogiochi
- Max Guevara in Dark Angel[5]

## Programmi televisivi
- Grande Fratello VIP 5 (Canale 5, 2020) – Concorrente
- Live - Non è la d'Urso (Canale 5 2020-2021) – Opinionista
- Affari tuoi - Formato famiglia (Rai 1, 2022) – Ospite